# Gran Palacio de Constantinopla

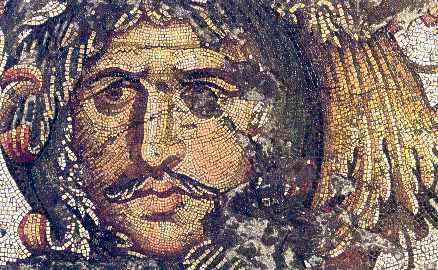
Uno de los mosaicos del piso del palacio del periodo del reinado de Justiniano I. Se cree que representa a un rey bárbaro derrotado.

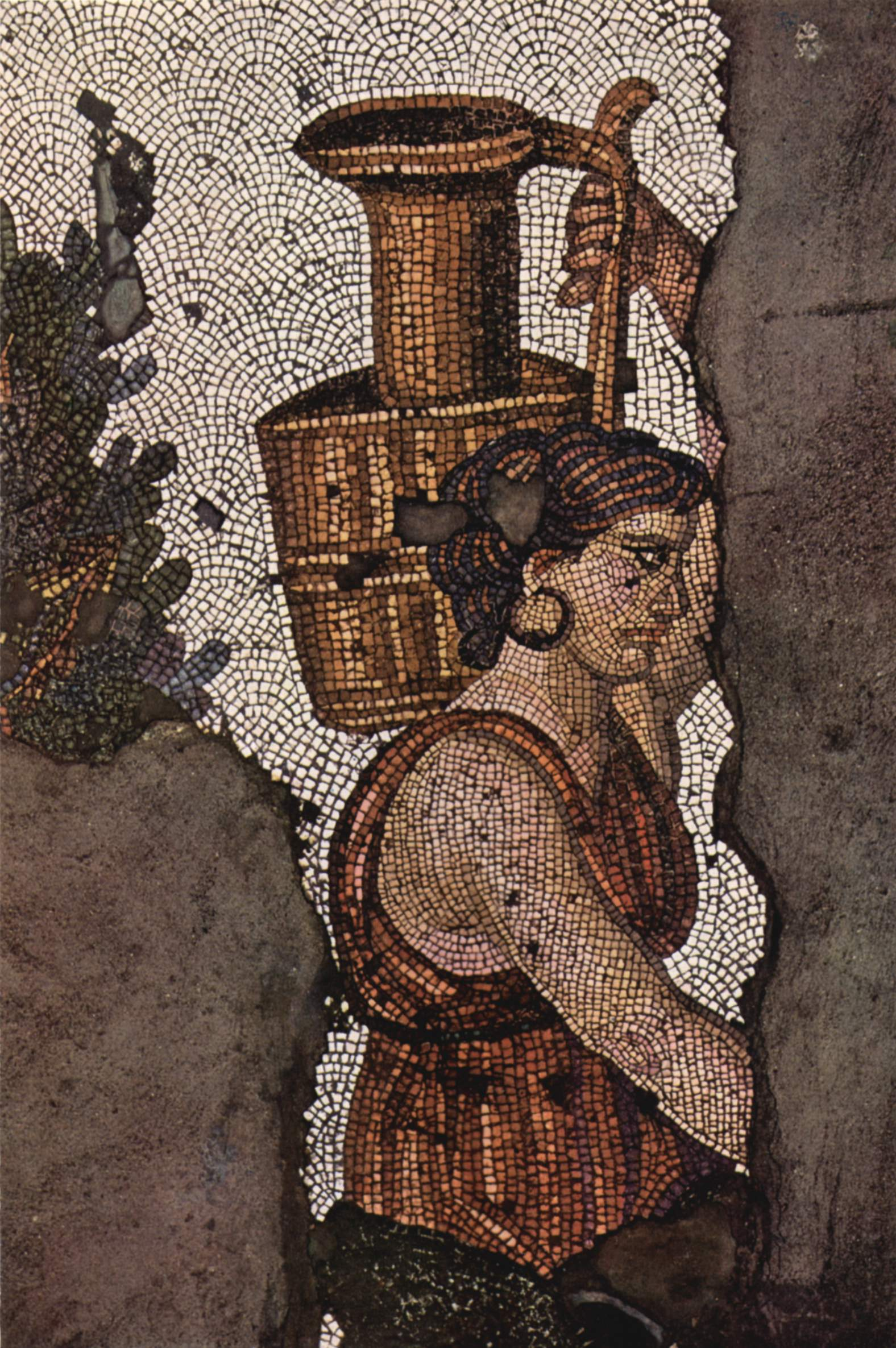
Mosaico del Palacio con una aguadora, del.

El Gran Palacio de Constantinopla, también conocido como Palacio Sagrado (latín: Sacrum Palatium) o Palacio Imperial, fue un enorme complejo palaciego bizantino, situado en el extremo sudeste de la península donde estaba ubicada la ciudad de Constantinopla, actual Estambul, Turquía. Sirvió como residencia principal de los emperadores bizantinos desde 330 a 1081 y fue el centro de la administración imperial aproximadamente durante 800 años.

## Historia
Cuando el emperador Constantino fundó la ciudad de Constantinopla en el 330, planeó un palacio para él y sus herederos. El palacio estaba situado entre el Hipódromo y la catedral de Santa Sofía. Fue reconstruido y ampliado varias veces, especialmente durante los reinados de los emperadores Justiniano I y de Teófilo.
Hasta el siglo XII, el gran palacio sirvió como centro administrativo y ceremonial principal de la ciudad, aunque a partir de la primera época comnena, el palacio de Blanquerna fue favorecido como residencia imperial. Durante el saqueo de Constantinopla por la cuarta Cruzada, fue sometido a pillaje por los soldados de Bonifacio de Montferrato. Aunque los emperadores del Imperio latino subsecuente continuaron utilizando el complejo, carecieron de dinero para su mantenimiento. El emperador latino anterior, Balduino II, llegó hasta a quitar las azoteas de plomo para venderlas.
Cuando la ciudad fue vuelta a tomar por las fuerzas de Miguel VIII Paleólogo en 1261 tras la reconquista de Constantinopla, se encontraba en muy mal estado. Los emperadores Paleólogos lo abandonaron en gran parte, gobernando desde Blanquerna, de modo que, cuando Mehmet II entró en la ciudad en 1453 durante la Caída de Constantinopla, descubrió en ruinas y abandonado el complejo palacial. Al pasear por sus pasillos y pabellones vacíos, susurró una cita del poeta persa Ferdousí:

La araña teje su tela en el palacio del César, un búho canta en las torres de Afrasiyab.

Gran parte del palacio fue demolido en la reconstrucción general de Constantinopla al inicio de la época del Imperio otomano. Sin embargo, un enésimo fuego a principios del siglo XX destapó una sección. En las celdas de la prisión fue donde posiblemente se encontraron muchas salas y tumbas. Las excavaciones contemporáneas continúan. Hasta ahora, se ha excavado menos de un cuarto del área total. La mayoría de los mosaicos descubiertos se hallan expuestos en el museo de mosaicos de Estambul.

## Descripción
El palacio se levantaba en la esquina sudeste de la península donde se sitúa Constantinopla, detrás del Hipódromo y la basílica de Santa Sofía. El palacio estaba compuesto, según los eruditos, por una serie de pabellones, a semejanza del actual complejo palacial otomano de Topkapi. El área total abarcada por el gran palacio superaba los 200.000 pies cuadrados.
La entrada principal era la puerta de Chalke (Χαλκῆ Πύλη «puerta de bronce»), en la plaza del Augustaion. Sobre ella se colocó en algún momento anterior al año 600 una gran imagen de Cristo (el Cristo Chalkites), alternativamente retirada y repuesta según las vicisitudes de la querella iconoclasta (retirado por León III el Isáurico en 726 o 730, restaurado por Irene en 787 y sustituido por un gran crucifijo en época de León V el Armenio -del 813 al 820-), hasta que en el año 843 se instaló un mosaico realizado por Lázaro Zographos.
El Augusteo estaba situado en el lado del sur de la basílica, y era allí donde la calle principal de la ciudad, la Mese ('calle media'), comenzaba. Al este del área estaba la casa del senado o el palacio de Magnaura, en donde, en su momento, fue ubicada la universidad, y al oeste el Milion (el marcador de la milla inicial, desde el cual todas las distancias eran medidas), y los viejos baños de Zeuxippos.
Inmediatamente detrás de la puerta de Chalke, hacia el sur, estaban los cuarteles de los guardias de palacio. Pasando los cuarteles estaba el pasillo de recepción de los Diecinueve Accubita ('sofás'), seguido por el Palacio de Dafne, en época bizantina temprana la residencia imperial principal. Incluía el octágono, el cuarto privado del emperador. Desde Dafne, un paso escalonado conducía directamente al palco imperial (kathisma) en el Hipódromo. La sala principal del trono era el Chrysotriklinos, construida por Justino II, y ampliada y renovada por Basilio I. Al norte estaba el palacio de Triconchos, construido por el emperador Teófilo y accesible a través de una antecámara semicircular conocida como la sigma. Al este del Triconchos estaba la Nea Ekklesia ('Iglesia Nueva'), construida por Basilio I, con cinco bóvedas doradas. La iglesia sobrevivió hasta después de la conquista de los otomanos: Fue utilizada como polvorín y estalló cuando fue alcanzada por un relámpago en 1490. Entre la iglesia y el mar estaban las murallas del Tzykanisterion.
Siguiendo hacia el sur, separado del complejo principal estaba el Palacio de Bucoleón en la playa. Fue construido por Teófilo, incorporando las piezas de las murallas junto al mar, y utilizado extensivamente hasta el siglo XIII. La puerta del mar daba acceso directo al puerto imperial del Bucoleón.